# Морава звезда кървава
„Морава звезда кървава“ е българска телевизионна новела (социално-битова драма) от 1981 година по сценарий на Делка Димитрова. Режисьор е Милен Гетов, а оператор е Атанас Начков. Музикално оформление Димитър Герджиков. Художник е Здравко Чолаков.
Филмът е направен по едноименния роман на Константин Петканов.

## Актьорски състав
| Изпълнител        | В главните роли           |
| ----------------- | ------------------------- |
| Антон Горчев      | Димо, съпругът на Велика  |
| Мая Драгоманска   | Велика, съпругата на Димо |
| Катрин Варадинова | Куна, селянката-ясновидка |
| Георги Кишкилов   | селския кмет              |